# چیبا شوساکو ناریماسا
چیبا شوساکو ناریماسا ((به ژاپنی: 千葉 周作 成政 Chiba Shusaku Narimasa); ۱ ژانویهٔ ۱۷۹۳ – ۱۷ ژانویهٔ ۱۸۵۶) بنیان‌گذار هوکوشین ایتو-ریو و یکی از استادان شمشیرزنی اهل ژاپن بود.